# Koffieboon

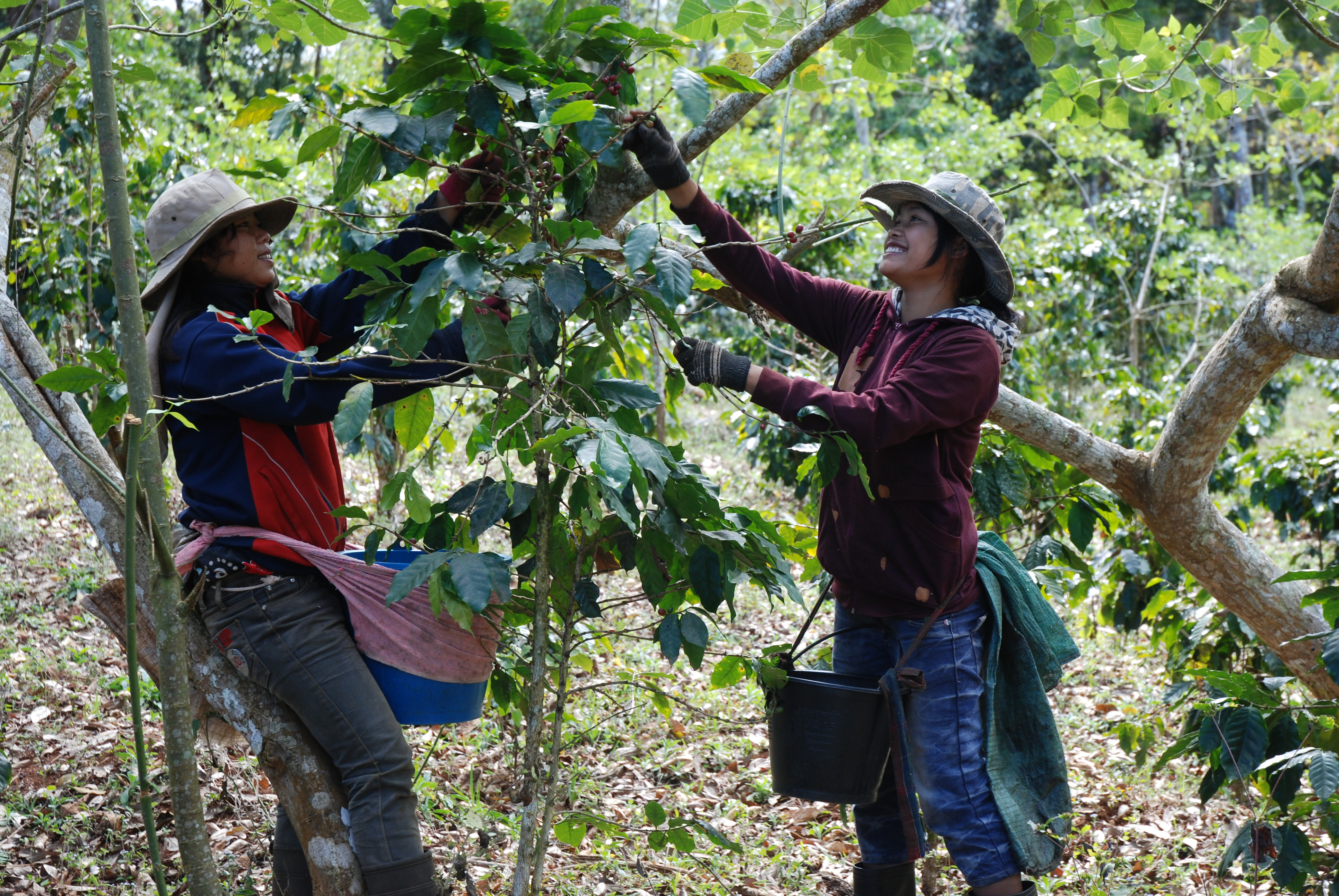
Plukken van koffiebessen

Een koffieboon is een zaad van de koffieplant. Deze zaden worden koffiebonen genoemd maar botanisch gezien is dit niet juist. De vrucht van de koffieplant is een steenvrucht, een vrucht met een dikke harde pit en een dun laagje vruchtvlees. Deze pit (oftewel zaad) lijkt echter sterk op een boon wordt daarom koffieboon genoemd. Koffie wordt gemaakt van de ontvelde, gedroogde, geroosterde en gemalen zaden van de koffieplant.
De koffiebessen hebben zo'n acht maanden nodig voordat ze rijp genoeg zijn om geplukt te worden. In deze acht maanden verkleuren ze van groen naar rood. Voor de duurdere koffie worden de bessen nog weleens selectief geplukt, maar meestal worden alle bessen geplukt, zowel de rode als de groene. Hierna volgt eventueel nog een selectie waarbij de mindere bessen worden weggegooid.